# Aeropittura
Aeropittura (Luftmalerei) war eine von Luftfahrzeugen und Dynamik geprägte Stilrichtung des italienischen Futurismus, die von Zeitgenossen auch als „Arte Sacra Futurista“ bezeichnet wurde und zeitlich zwischen 1926 und 1944 anzusiedeln ist.

## Entstehung
Bereits 1928 formulierte Mino (Stanislao) Somenzi das erste Manifest über Aeropittura e aeroscultura (manifesto technico futurista), das allerdings nicht mit Filippo Tommaso Marinetti abgesprochen und deshalb auch nicht einer breiten Öffentlichkeit zur Kenntnis kam.
Marinetti erwähnt dieses Manifest zwar 1926, kommt jedoch 1931 mit einem eigenen Manifest über die Flugmalerei heraus, das -nicht korrekt- als „Die erste Bestätigung in der Welt für eine neue italienische Kunst: die Flugmalerei“ im römischen Giornale della domenica präsentiert wurde. Dieses Manifest das auch im Katalog der zeitgleich stattfindenden ersten Ausstellung über Flugmalerei zu finden ist enthält in entscheidenden Punkten andere Akzente, das erste Manifest von Somenzi gerät in Vergessenheit.

## Geschichte
Die Aeropittura ist national wie international erfolgreich. Die von Marinetti präsentierte Ausstellung wandert von Rom, über Mailand nach Genua und kommt 1934 nach Paris. Da sich die Flugmalerei hervorragend dafür eignet die technisch-fliegerischen Leistungen des neuen faschistischen Italien darzustellen (Südatlantikflüge von Arturo Ferrarin 1928 und Francesco De Pinedo 1928, Brasilien- und Chikago-Geschwaderflüge von Italo Balbo 1930/31 und 1933) wird sie vom Regime besonders gefördert. Weitere große Ausstellungen folgen in den Jahren 1932 (La Spezia), 1934 (Nizza) und 1937 (Weltausstellung Paris). La Spezia ist jener Ort, wo man für die Ausstellung den Namen „Aeropittura-Arte Sacra Futurista“ prägte.
Im Krieg wurde die Aeropittura durch zwei Manifeste Marinettis erweitert. 1942 kam das Manifesto futurista dell'aeropittura dei bombardimenti und 1943 das Manifesto futurista dell'aeropittura maringuerra heraus, das sich mit der Darstellung des Bombenkrieges zu Land bzw. zur See befasste. Diese Akzentverschiebung trug letztendlich dazu bei, dass die Luftmalerei als eigenständige Kunstrichtung mit Ende des Zweiten Weltkrieges in Zwielicht geriet und verschwand.

## Anspruch
Die Flugmalerei soll einerseits die Erlebniswelt des Piloten während des rasanten Fluges widerspiegeln, anderseits die Flugzeuge selbst in Bewegung zeigen. Somenzi fasst den Kern besser zusammen als Marinetti. Er erläutert, dass das Phänomen des Fluges mit Gewalt in das Leben einbreche, man fühle von einer neuen Warte aus. Erlebnisse, die man auf der Erde in einer Stunde sammelt, erlebt man in der Luft in wenigen Augenblicken.
„Die Flugmalerei soll diese Wahrnehmungen mit der Einführung neuer Farben wiedergeben, in eine Synthese verschmelzen mit den Elementen der Atmosphäre und der Geschwindigkeit.“

## Künstler
Die wichtigsten Vertreter dieser Kunstrichtung sind Fedele Azari, Giacomo Balla, Olga Biglieri, Gerardo Dottori, Tullio Crali, Guglielmo Sansoni (Tato), Carlo Andreoni, Alfredo Gauro Ambrosi, Wladimiro Tulli, Albino Siviero Verossi, Ivano Gambini, Fortunato Depero, Giovanni Korompay, Benedetta Cappa, Alessandro Buschetti.